# Guanting, Gansu
Guanting (kinesiska: 官亭) är en köping i nordvästra Kina. Den ligger i Dangchang härad i staden Longnan i provinsen Gansu, omkring 260 kilometer söder om provinshuvudstaden Lanzhou. Antalet invånare är 10 064. Befolkningen består av 4 795 kvinnor och 5 269 män. Barn under 15 år utgör 18,0 %, vuxna 15-64 år 71 %, och äldre över 65 år 10,0 %.